# Haguroiwa Tomomi
Tomojirō Toda (japanisch 戸田 智次郎, Toda Tomojirō; * 30. Juni 1946 in Nobeoka, Präfektur Miyazaki; † 23. Oktober 2016 in der Präfektur Miyazaki), bekannt als Haguroiwa Tomomi (japanisch 羽黒岩 盟海, Haguroiwa Tomomi), war ein japanischer Sumōringer. Er machte sein professionelles Debüt im Mai 1961 und erreichte im Januar 1967 die Spitzenklasse. Sein höchster Rang war komusubi. Er zog sich von der aktiven Konkurrenz im Januar 1978 zurück und blieb im Japanischen Sumōverband als ältester unter dem Namen Ikazuchi. Er erreichte das obligatorische Rentenalter von 65 Jahren und verließ den Sumōverband im Juni 2011.
Tomomi starb am 23. Oktober 2016 im Alter von 70 Jahren an Nierenversagen.